# Nyctemera pallens
Nyctemera pallens là một loài bướm đêm thuộc phân họ Arctiinae, họ Erebidae.